# Ancel Keys
Ancel Benjamin Keys (Colorado Springs, Colorado; 26 de enero de 1904 - Minneapolis, Minnesota; 20 de noviembre de 2004) fue un fisiólogo estadounidense, conocido por su contribución al estudio del efecto de la dieta sobre las enfermedades cardiovasculares. Considerado como el gran impulsor de la denominada dieta mediterránea, predicó con el ejemplo llevándola a la práctica y a ello se atribuye su carácter centenario. El cual, fue contradicho por nuevos estudios sobre la grasa con relación a las enfermedades cardiovasculares. El principal científico que contradijo la hipótesis de Keys, fue Yerushalmy.

## Actividad académica
A.B. Keys, nacido en Colorado Springs, se diplomó en biología (1929) y se doctoró en oceanografía y biología por la Universidad de California en Berkeley. Obtuvo su segundo doctorado en fisiología (1938) por la Universidad de Cambridge. Fue profesor asistente en la Universidad de Harvard (1934-1936); en 1937, se incorporó a la Universidad de Minnesota (Mineápolis), donde fundó el Laboratorio de Higiene Fisiológica para el estudio cuantitativo de la biología humana (1939-1975).

## Actividad investigadora
Aunque sus primeras investigaciones versaban sobre biología marina, pronto se implicó en estudios sobre fisiología humana. Por ejemplo, contribuyó a mejorar el valor nutritivo de las raciones de combate del ejército norteamericano y, junto con otros investigadores como Olaf Mickelsen (1912-1999) y Virgil P. Sydenstricker (1889–1964), desarrolló la llamada "ración K". También estudió los efectos del ayuno en el organismo humano.
Su interés por la relación entre el colesterol en sangre y las enfermedades cardiovasculares ya empezó en 1949. Contribuyó a difundir los resultados de sus estudios no sin cierta polémica, hasta el punto de que fue bautizado en la prensa como "Mister Cholesterol". Su actividad divulgadora se plasmó en la publicación de los libros Comer bien y estar mejor' y Cómo comer bien y estar bien al estilo mediterráneo En sentido estricto, Keys se refería al modo de vida de los países mediterráneos y fue la prensa, al difundir sus obras, la que acuñó el concepto de dieta mediterránea.

## Hipótesis lipídica
Se considera que su contribución más relevante a la ciencia fue el Estudio de los Siete Países, primer ensayo epidemiológico multinacional sobre la potencial relación entre enfermedad coronaria y el colesterol de la dieta. Este estudio se inició en Italia y, posteriormente, se incorporaron Holanda, EE. UU., Grecia, Japón, Yugoslavia y Finlandia. Se centró en una cohorte transversal de hombres con 40-59 años. En este análisis Ancel Keys y sus colaboradores observaron que la incidencia de los episodios coronario era mucho mayor en los países cuyo estilo de vida se caracterizaba por un alto aporte dietético de grasas totales y de grasas saturadas. Además, la incidencia de las cardiopatías coronarias era más alta en los países del norte de Europa que en los del sur. Los autores del estudio concluyeron que podía existir un factor protector de la dieta frente a las enfermedades cardiovasculares. La difusión de estos datos extendió la creencia de que el estilo de vida al que se refería A. Keys y sus colaboradores era la "dieta mediterránea".
No obstante hay críticas al trabajo de Keys. Aunque la curva es realmente impresionante posee una enorme imperfección, pues solo tuvo en cuenta los datos de seis países, a pesar de que existían datos de veintidós países. Si Keys hubiera incluido a todos los países, su curva se habría desfigurado significativamente, pues la mortalidad por cardiopatía coronaria en EE. UU. era tres veces superior a la de Noruega, a pesar de consumir grasas en valores muy similares. Instar a personas con valores de colesterol normal a que se adapten a alimentos pobres en colesterol, puede resultar incluso peligroso.
Varias décadas más tarde al estudio de los Siete Países algunos investigadores revisaron los estudios de Keys y encontraron falencias importantes:
- •	El investigador seleccionó para su estudio sólo siete países. Disponía previamente de estadísticas poblacionales de 22 países. Sin embargo, para su estudio prospectivo seleccionó solo aquellos que guardaban la relación que él quería probar.
- •	Si se analizan las estadísticas de otras naciones no existe relación entre el consumo de grasas y la prevalencia de enfermedades cardiovasculares. Francia, Austria, Noruega, Dinamarca, Finlandia y Suiza tienen alto consumo de grasas saturadas y bajo riesgo cardiovascular. Las poblaciones de Georgia, Ucrania y del sudeste asiático consumen pocas grasas y presentan alto riesgo de sufrir estas patologías.
- •	En algunas regiones Keys evaluó un número muy escaso de personas, por lo que la estadística resulta poco significativa.
- •	En Grecia se evaluó a los habitantes de la isla de Creta y la isla de Corfú. Los griegos se encontraban en un período de Cuaresma que implica abstenerse de alimentos de origen animal. El seguimiento del ayuno relioso era estricto y frecuente en estas regiones.  Esto significa que en el momento de ser estudiados gran parte de la población comía muy pocos alimentos con grasas saturadas. Sin embargo esto no representaba su alimentación habitual. La relación entre su alimentación y la baja tasa de enfermedades cardiovasculares no resulta válida. La mayor parte del año los griegos consumían alimentos ricos en grasas.
- •	No había consistencia sobre la recolección de información nutricional. Se utilizaron métodos distintos para analizar las grasas en las diferentes regiones.
- •	De los 12.000 participantes solo se evaluó la ingesta real del 3,9%. Muchos encuestados no llenaban bien los cuestionarios y se descartaron.
- Estos son algunos de los errores por lo que comenzó a cuestionarse la teoría de Keys.

Como respuesta a estas criticas, el 1 de agosto de 2017 fue publicado el documento titulado "Ancel Keys and the Seven Countries Study: An Evidence-based Response to Revisionist Histories" por la organización True Health Initiative con el propósito de defender la integridad científica del famoso Estudio de los Siete Países.
Alessandro Menotti fue de los investigadores principales del estudio de los Siete Países, dedicado a la población italiana. Veinticinco años después, en 1999 revisó nuevamente la información de los sujetos del estudio. Notó que la categoría de alimentos que mejor se relacionaba con la mortalidad coronaria (infartos) eran los alimentos dulces.
En los últimos 20 años se han desarrollado cientos de investigaciones que demuestran que una ingesta "alta" de grasas y grasas saturadas no está asociada con enfermedades cardiometabólicas ni con el desarrollo de obesidad. “Alta” entre comillas porque el término es relativo a las recomendaciones de las guías. El mayor estudio epidemiológico cardiovascular realizado en el mundo fue desarrollado por la OMS (Organización Mundial de la Salud) y denominado MONICA  «MONItorización de las tendencias y determinantes en las enfermedades CArdiovasculares». Incluyó a 21 países tras 10 años de seguimiento y sus resultados se publicaron el 2002. No demostró relación entre las enfermedades cardiovasculares y el consumo de grasas ni de colesterol. Los 8 países de mayor consumo de grasas saturadas tenían menos mortalidad que los 8 que menos consumían.

Luis Jiménez asegura que en los estudios epidemiológicos más recientes se concluye "que las grasas no juegan un papel fundamental en la obesidad" (p. 38). Más adelante "por el hecho de comer más grasas no estamos abocados sin remedio a la obesidad" (p. 39). Y el mismo párrafo finaliza con esta afirmación: "Las grasas, por sí mismas, no engordan". Además afirma que los estudios más recientes concluyen que no hay una relación clara entre el nivel total de colesterol y de colesterol malo y la enfermedad cardíaca. En muchos casos, la enfermedad se presenta sin estar presente niveles altos de colesterol y, en ocasiones, una vez manifestada dicha enfermedad, a pesar de bajar el colesterol, "sigue persistiendo la enfermedad cardiovascular".